# Schloss Herbersdorf bei Stainz
Schloss Herbersdorf bei Stainz war ein Schloss bei Stainz im Bezirk Deutschlandsberg in der Steiermark. Es lag im Ort Herbersdorf im Südosten von Stainz, nördlich von Rassach.

## Geschichte
Ein befestigter Wohnsitz an der Stelle des späteren Schlosses gehörte zunächst der Familie der Herbersdorfer, auch Herberstorff (Adelsgeschlecht). Diese waren Dienstmannen der Herren von Wildon. Die Familie starb im 14. Jahrhundert aus, eine jüngere Linie der Familie besaß das gleichnamige Schloss Herbersdorf bei Wildon. Der Besitz kam an die Familie der Lemsitzer, deren Stammburg westlich von St. Stefan ob Stainz lag. Chunrad der Lemsitzer zu Herbersdorf lebte am Ende des. 14. Jahrhunderts auf der damaligen Burg.
Danach folgten mehrere Besitzwechsel. 1438 war die Burg Lehen der steirischen Landesherren, der Zehent gehörte dem Bischof von Seckau, davor dem Erzbistum Salzburg. Auch die Familie der Hollenecker hatte Zehente in Herbersdorf als Lehen des Bistums Seckau inne. Von der Familie der Retzer kam die Anlage 1575 durch Verkauf von Gräfin Barbara de Nogarol, der Witwe von Adam Retzer, an die Familie derer von Eggenberg (Adelsgeschlecht). Der Bau wurde damals als Edlmanssitz Herbersdorf bezeichnet. Mit ihm waren die Rechte eines Burgfrieds verbunden.
1602 wurde das Gut vom Erben Seifrieds, Ulrich Freiherr von Eggenberg, an Ferdinand Freiherrn von Maschwander und dessen Gemahlin Maximiliana (geborene Freiin von Herbersdorf) verkauft, 1648 von Johann Gabriel Freiherr von Maschwander an das Stift Stainz. Das Stift benötigte die (nur ca. 3,5 km vom Stift entfernt liegenden) Wohngebäude des Schlosses nicht und die Anlage mit Schlosspark und Fischteich begann zu verfallen.
Nach Aufhebung des Stiftes 1786 wurde Herbersdorf zum Staatsvermögen. Das Schloss verfiel weiter, wurde in den Folgejahren abgebrochen und das Material für andere Gebäude verwendet. Das Gelände wurde zunächst 1830 an Anton Ritter von Wittman, dann 1840 an die Familie von Erzherzog Johann verkauft. In der zweiten Hälfte des 20. Jahrhunderts kam es wieder in Privatbesitz.

## Lage
Das Schloss lag im Südosten von Stainz nördlich der heutigen L 617 Mettersdorferstraße, die von Stainz Richtung Mettersdorf und Preding im Talgrund des Stainzbaches verläuft und südlich der Trasse der Stainzer Lokalbahn. Es liegt westlich des Weges, der von Herbersdorf nach Norden Richtung Ettendorf bei Stainz führt. Am Verlauf dieses Weges ist die Ostgrenze des ehemaligen Schlossgeländes erkennbar: Der Weg verläuft in seinem Südteil nicht geradlinig, sondern weicht dem heutigen Bauernhof Derrisch (Ölmühle Herbersdorf) durch eine Kurve aus.

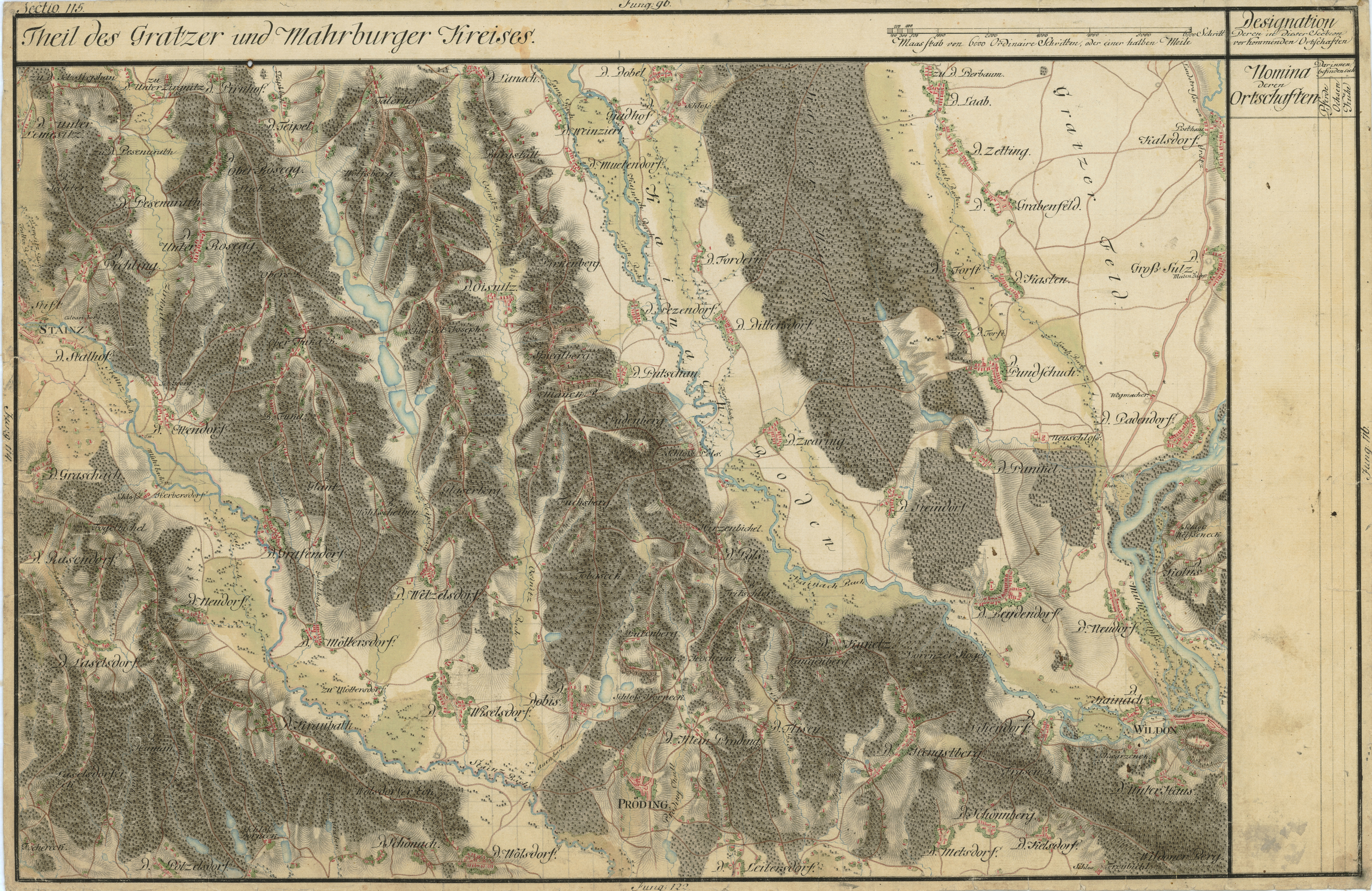
Schloss Herbersdorf mit Nebengebäuden um 1780 (Josephinische Landesaufnahme, links Mitte)

Auf dem ehemaligen Schlossgelände liegen Bauernhöfe:
Der Hof vlg. Derrisch (Terisch) trug früher den Namen vlg. Schlossbauer. Das Wohnhaus dieses Hofes ist vollständig unterkellert, in die Kellermauern sind Steinblöcke eingearbeitet, die auf das Abbruchmaterial des Schlosses zurückgeführt werden. Dieser Keller wird als ehemaliger Schlosskeller bezeichnet. Ob er tatsächlich (vielleicht teilweise) über 600 Jahre alt ist, also ursprünglich Teil der Befestigungsanlage war, wird zwar angenommen, ist aber nicht belegt (dazu müsste der Keller bereits Teil der Vorgängeranlage des Schlosses gewesen sein, was angesichts seiner zumindest teilweisen Ziegelbauweise näherer Untersuchung bedürfte).
Für den Nordteil des Bauernhofes Schlossseppl südlich von vlg. Derrisch sind für zwei Räume Kreuzgewölbe beschrieben. Dieses Anwesen ist in der Darstellung von Vischer rechts vom Schloss als gemauertes Haus abgebildet.
Das in dieser Abbildung noch weiter rechts (westlich) gelegene Anwesen ist der Hof vlg. Schlossweber.
Ob einige Grundstücksgrenzen die Lage der ursprünglichen Zäune um das Schloss andeuten, wird in Erwägung gezogen.

## Anlage
Der erste Wehrbau wird als Festes Haus beschrieben, das von Mauern und Graben umgeben war. Er wird in das 12. Jahrhundert datiert.
Seifried von Eggenberg ließ ab 1575 statt des Wehrbaues das Schloss erbauen. Es entstand damals ein zweistöckiger Viereckbau mit zwei vorspringenden Ecktürmen, der einen Arkadenhof umgab. Im Süden lag ein weiterer Turm, in den vielleicht Reste eines älteren Turmes eingebaut waren. Ein Rechtsstreit entstand daraus, dass Baumaterial von Gründen des Stiftes Stainz geholt wurde, seine Beilegung brachte dem Bauherrn das Recht, westlich der damals bereits ruinösen Burg Wessenstein Bauholz zu gewinnen.

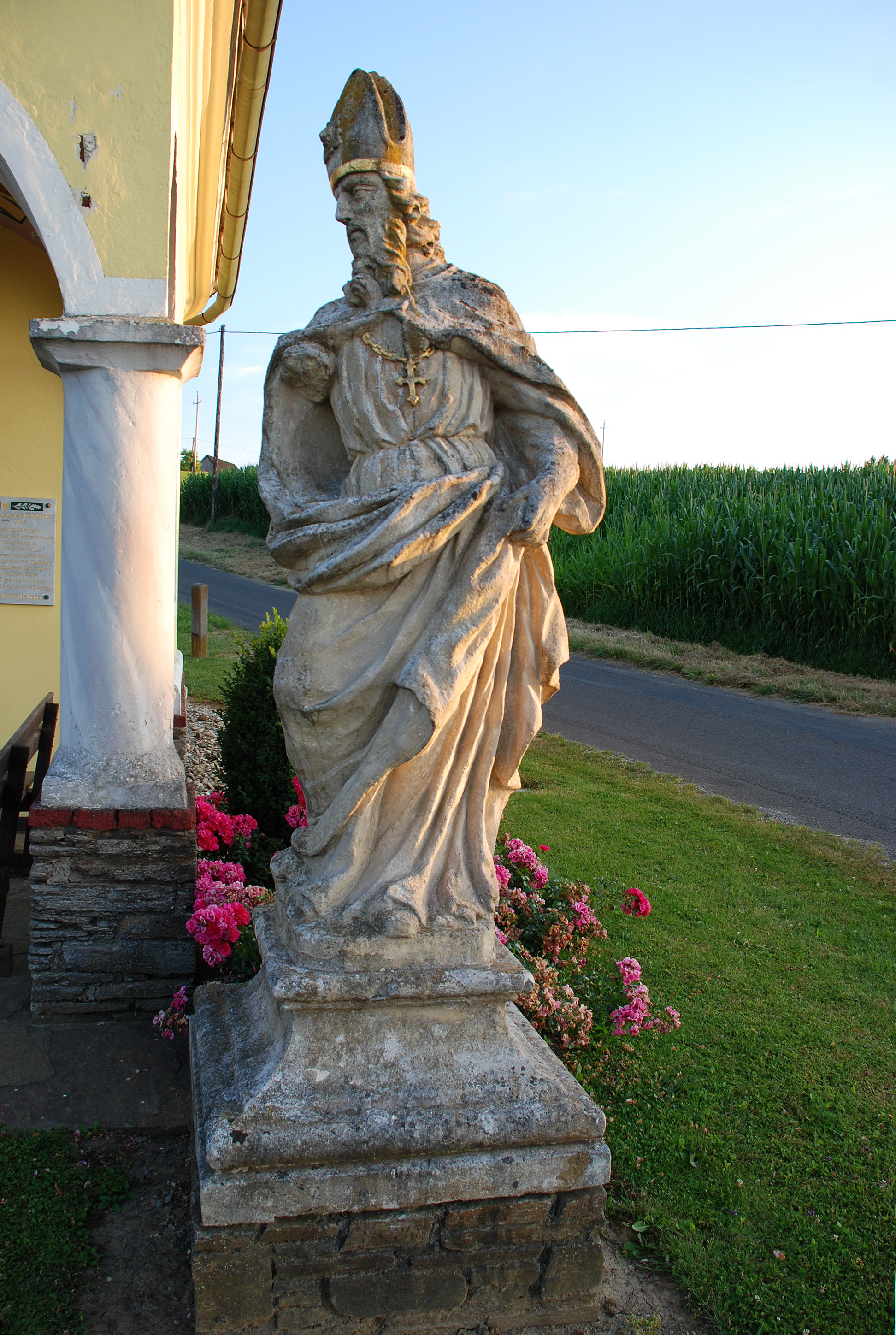
Statue Hl. Augustinus aus dem Schloss Herbersdorf, nun Riegelanderlkapelle in Rassach

Die Anlage war bereits 1786 bei der Auflösung des Stiftes Stainz in schlechtem Zustand. Von den Mauern des Schlosses ist nichts mehr sichtbar, auf seinem Gebiet liegen Wiesen und Äcker. Leichte Senken im Boden werden auf eingestürzte ehemalige Gewölbe zurückgeführt.
Einige Statuen aus dem Schloss befinden sich in der Umgebung: So die Marienstatue auf dem Hauptplatz von Stainz, zwei Statuen vor der Wegkapelle (Riegelanderlkapelle) in Herbersdorf und eine Statue der Maria Immaculata beim Anwesen vlg. Treiber. Eine hölzerne gotische Marienstatue, die sich beim Hof vlg. Derrisch befand, wird als verschollen genannt. Auch andere Statuen, z. B. jene vor der Höllerhansl-Kapelle in Marhof, die Hartschiebl-Marienstatue in Rassach und andere Werkstücke, wie zwei Säulen in einem Hauskeller in Georgsberg werden als mögliche Reste der Schlossanlage vermutet.

## Nutzung
Der Bauernhof vlg. Terisch ist Sitz der „Ölmühle Herbersdorf“, in der steirisches Kürbiskernöl erzeugt wird, auf Feldern im Bereich des ehemaligen Schlosses wachsen Ölkürbisse. Vor der Eröffnung der Ölmühle wurde das Gebäude dieses Hofes als Pfadfinderheim genutzt.
Andere Gebäude auf dem ehemaligen Schlossgelände werden als Wohnhäuser oder Bauernhöfe genutzt. Im ehemaligen Gesindehaus des Schlosses befand sich der Gasthof zum Schloss-Sepperl, der von Johann Magerl geführt wurde. Die Initialen J M waren lange Zeit in helleren Dachziegeln des Hauses nachgebildet.
Die Strecke der Stainzer Lokalbahn (auch Flascherlzug genannt) verläuft an der nördlichen Grenze des ehemaligen Schlossgeländes. Die Bahn hat dort auch eine Haltestelle, in der Züge (allerdings nur gegen vorherige Anmeldung in der Ölmühle) stehenbleiben. Als auf dieser Strecke noch öffentlicher Personenverkehr geführt wurde, lag dort die Haltestelle „Herbersdorf“.